# Sin 七大罪
《sin 七大罪》（日语：sin 七つの大罪）是模型雜誌出版商Hobby Japan2012年推出的「魔王崇拜型計劃」的跨媒體製作，內容包括手辦、漫畫、電視動畫。同時2012年10月有OVA化發表，但計劃最終取消。
電視動畫的先行製作，漫畫《sin 七大罪》於2016年8月29日開始在漫畫網站Comic Fire進行連載，作畫是。新連載漫畫《七大罪 日常默示錄》於Media Factory《月刊Comic Alive》2017年2月號開始連載，作畫是。電視動畫《sin 七大罪》2017年4月14日起由東京都會電視台、AT-X等電視台播出。
2017年11月宣佈本作天使版《七美德》動畫化，2018年1月26日播放。

## 故事簡介
由於違逆神的「傲慢」之罪，大天使路西法被打入地獄，成為了「墮天使」。不止如此，在地獄的最下層「萬魔殿」，統治地獄的魔王們封印了路西法的力量。路西法雖然失去一切，但她帶領着仰慕她的嫉妒之魔王利維坦以及在地面上遇到的女高中生十束真莉亞，化作「傲慢之魔王路西法」展開了向七魔王發起反擊的旅程。美艷的魔王她們帶來的，圍繞着「七大罪」的默示錄就此開幕。

## 登場角色

### 人類
十束真莉亞（聲：戶田惠）
性格平穩有著為他人著想的溫柔的內心。
聖蹟女學院就讀的女高中生，班級上擔任保健委員一職。
在學校的教堂裡與墮天的路西法相會，正式開啟「七大罪」探索之旅。
美菜（聲：富田美憂）
真莉亞的朋友，同樣就讀聖蹟女學院的學生。

### 大罪魔王
路西法（聲：喜多村英梨）
第一大罪「傲慢」的魔王。原天界的最初大天使，墮天之際，與真莉亞邂逅。
因為反抗神而背負「傲慢」的罪被放逐的墮天使，經常對人用高高在上的態度。
其實是非常討厭扭曲不講理的事情的充滿熱血的人，也有非常認真的一面。
是閉上嘴不說話的話就像是不知世事非常可愛的大小姐的類型。
利維坦（聲：藤田茜）
第二大罪「嫉妒」的魔王。
像是純真孩子的女性魔王，迷上了墮天的路西法妄想路西法與自己是「有著宛如姊妹牽絆的青梅竹馬」
做為魔王還不成熟，能夠召喚擁有水之力的眷屬。
非常擅長料理，做出來的料理非常美味但賣相奇差。
撒旦（聲：櫻庭有紗）
第三大罪「憤怒」的魔王。
「七大罪」中最強最好鬥的魔王，喜歡堂堂正正的比試。
雖然性格非常俠氣不過有著潔癖和記帳的習慣，就像是風紀委員一般監視著地獄之門
偷偷喜歡著小小可愛的東西，非常在意別西卜。
貝爾芬格（聲：加隈亞衣）
第四大罪「怠惰」的魔王。
經常蝸居在房間說著「好麻煩～」。
對於遊戲或著動畫這類有興趣的領域會孜孜不倦的做筆記，為了享樂的話不辭辛勞。
通過網路直播蒐集信徒因此信徒遍及世界各地。
如果認真起來的話似乎是七大罪實力最接近路西法的。
瑪門（聲：日笠陽子）
第五大罪「貪婪」的魔王。
有著強烈的母性，對金錢非常執著。
由於償還丈夫留下巨大的債務與扶養超過五十萬的孩子而從事不動產投機與販賣可疑的藥物之類的生意。
另一方面經常被詐欺或者買到不良品。
別西卜（聲：小倉唯）
第六大罪「暴食」的魔王。
在人間界被稱為「暴食女王」崇拜著。
非常沈默內向的性格在「七大罪」中被當成是寵物般的存在，其實力是未知數。
對於浪費食物的傢伙會用頭上的角刺他的屁股。
阿斯莫德（聲：高橋智秋）
第七大罪「色慾」的魔王。
有著非常美艷的肢體與不論男女都為之著迷的美貌。
喜歡挑逗刺激他人的情慾使之欲火高漲到極限後放置play，特別喜歡沒什麼經驗的人，總之就是非常色情的大姐姐。
是魔王中最有常識的人。

### 落單魔王
貝利亞爾（聲：伊藤靜）
與路西法爭奪「傲慢」慘敗，異端之罪「虛榮」的魔王。
地獄中的名門凡得爾家的大小姐、「七大罪」的首席。
真實身分為曾經是與路西法交戰，後來被其打倒而被放逐至地獄的強大魔王撒旦耶爾。
自尊心非常高經常過份膨脹自己的實力。
有利的時候妄尊自大、不利的時候也不服輸。
不得其他魔王的信賴但不知為何受到亞斯塔祿的仰慕。
諾斯底（聲：山田浩貴）
貝利亞爾的僕人兼衣裝。
亞斯塔祿（聲：田所梓）
跟貝爾芬格競爭「怠惰」失敗，異端之罪「憂鬱」的魔王。
想法非常負面有著強烈的被犯妄想因此不擅長向周圍的人表達心情。
曾經通過吉他與歌抒發內心深處想說的話。
在人類世界作進行地下偶像活動慢慢聚集信徒的憂鬱歌姬。
在妄想中是最強的魔王。

### 美德天使
米迦勒（聲：內山夕實）
第一美德「忠義」的天使。親自將路西法從天界放逐。
魔王路西法原本所属的天使团的天使长，後期為七美德之首。
虽然平时作风冷酷，但是对神的信仰和忠诚比谁都要深厚，对自己的同伴则是非常的热心。
潜在能力非常的高，现在的实力却并不是特别的强大，非常讨厌失败。
吃货属性，对蛋类料理情有独钟。
持有一把追讨恶魔的神圣之刃。
動畫版中持有命運之槍「朗基努斯枪」，以及七美德之首才可持有的「聖光翼」，該翅膀的每一片都可跟七美德匹敵，威力強大無比。
烏列爾（聲：瀨戶麻沙美）
第二美德「忍耐」的天使。
天界的谍报员，拥有着压倒性的身体能力的火焰使者。
总是非常冷静，认为忍耐是作为一个谍报员应有的素质，并且将其作为口癖。
无论什么都能忍耐的性格，但是却并不是因为怕，只是习惯而已。
愤怒的时候非常的恐怖。
不断地对魔王的动向进行查探，并且尝试捕获她们。
沙利葉（聲：中村櫻）
第三美德「慈悲」的天使。
性格温柔、总是面带笑容的天使。
作为人间界罪恶的监视者，努力防止犯罪行为发生。
无论是对其他人还是对自己都非常的宽容，所以很难对罪恶进行有效果的制裁。
在天使中是最年长的，性格天然。
令人恐惧的魔眼持有者，一旦发动会让周围爆发奇迹般的灾厄。
每次发动魔眼，都会消耗天使之力，所以无法同时使用两种能力。
聖德芬（聲：井澤詩織）
第四美德「勤勉」的天使。
努力家。自我牺牲类型的元气娘。受到其他天使们的喜爱。
拥有不断努力上进的心，认为为了妹妹梅塔特隆，也要成为上位天使。
擅长发明各种各样的东西，身上的多件装备都是自己的发明品。
发明失败的时候回非常的乐观。
和魔王贝尔芬格之间关系恶劣。
梅塔特隆（聲：小澤亞李）
第五美德「博愛」的天使。
负责天界的治疗事务。非常讨厌拜托别人的性格。
由于脑子不是特别好用，经常让姐姐圣德芬非常的担心。
一旦手中拿着注射器，就会变成非常S的性格，会强迫别人接受治疗。
拉斐爾（聲：Lynn）
第六美德「節制」的天使。
职责是了解人间界的知识并且传授给其他天使们。
兴趣是美容和跟随时尚潮流。
喜欢既美味卡路里又低的食物。
和米迦勒是关系很好的亲友。
由于乐于助人性格和丰富的知识，在天界是最可靠的天使。
加百列（聲：新田日和）
第七美德「純潔」的天使。
自称天使中的风纪委员，自作主场的监督天使界和人间界的风纪。
但是由于自己身穿露出度很高的衣服，而让人感觉很沒有说服力。
性格好强，很容易自满的性格。
和色欲的魔王阿斯莫德之间关系很差，本人总是尝试对她进行矫正。

## 電視動畫
5月12日該動畫原定將播出第5集，然而5月10日官方發表公告稱本周將播出總集篇4.5集。而第5集順延下周5月19日播出。

### sin 七大罪

#### 製作人員
- 原作：七大罪（Hobby Japan）
- 監督：吉本欣司
- 故事概念、編劇統籌：吉本欣司
- 主劇本：鈴木雅詞
- 人物原案：Niθ
- 人物設定：安田祥子
- 總作畫監督：安田祥子、小關雅、後藤潤二
- 音樂：横山克、堤博明
- 監製：GENCO
- 制作：TNK、ARTLAND
- 製作：「Sin 七大罪」製作委員會

#### 主題曲
片頭曲「My Sweet Maiden」
作詞：，作曲：SHINTA-LOW、本多友紀，編曲：本多友紀，主唱：Mia REGINA
片尾曲「Welcome to our diabolic paradise」
作詞、作曲：小暮閣下，編曲：pal@pop，主唱：Mia REGINA
插入曲
（第1話、第5話）
作詞、作曲、編曲：ZAQ，主唱：亞斯塔祿（田所梓）
（第2話）
作詞：中村彼方，作曲、編曲：EFFY，主唱：利維坦（藤田茜）
「Baby now」（第3話）
作詞：中村彼方，作曲、編曲：AstroNoteS，主唱：阿斯莫德（高橋智秋）
「Requiem Lullaby」（第4話）
作詞：中村彼方，作曲、編曲：原田アツシ，主唱：瑪門（日笠陽子）
「ASUDEKO」（第4.5話）
作詞：ZAQ，作曲、編曲：河田貴央，主唱：亞斯塔祿（田所梓）
「（路西法版）」（第5話）
作詞：ZAQ & 河田貴央 & juun.coo，作曲：ZAQ，編曲：河田貴央，主唱：路西法（喜多村英梨）
（第5話）
作詞：ZAQ，作曲、編曲：河田貴央，主唱：路西法（喜多村英梨）
「Goddamn Critical（路西法版）」（第5話）
作詞、作曲、編曲：ZAQ，主唱：路西法（喜多村英梨）
（第5話）
作詞：ZAQ，作曲、編曲：河田貴央，主唱：路西法×亞斯塔祿（喜多村英梨×田所梓）
「Goddamn Critical（路西法版）」（第5話）
作詞、作曲、編曲：ZAQ，主唱：路西法（喜多村英梨）
（第6話）
作詞：中村彼方，作曲、編曲：AstroNoteS，主唱：貝爾芬格（加隈亞衣）
（第7話）
作詞：中村彼方，作曲、編曲：小松一也，主唱：別西卜（小倉唯）
（第8話）
作詞：中村彼方，作曲、編曲：酒井陽一，主唱：撒旦（櫻庭有紗）
「YES or YES」（第11話）
作詞：中村彼方，作曲：桑原聖，編曲：酒井拓也，主唱：貝利亞爾（伊藤靜）
「Goddamn Critical」
作詞、作曲：ZAQ，編曲：河田貴央，主唱：亞斯塔祿（田所梓）

#### 各話列表
| 話數                 | 日文標題 | 中文標題                           | 劇本                       | 分鏡                | 演出                       | 作畫監督 | 片尾插畫   |
| -------------------- | -------- | ---------------------------------- | -------------------------- | ------------------- | -------------------------- | --- | ---------- |
| Episode01 第1話      |          | 傲慢的墮天使                       | 鈴木雅詞 吉本欣司          | 吉本欣司            | 吉本欣司                   | 塚田浩、小關雅 岡田豐廣、神木花                                                                                    |            |
| Episode02 第2話      |          | 嫉妒導致的暴走                     | 鈴木雅詞 吉本欣司          | 西島克彥            | 日下直義 勝亦祥視          | 野本正幸 | 宮元一佐   |
| Episode03 第3話      |          | 色慾的海岸邊                       | 鈴木雅詞 吉本欣司          | 齋藤久              | 藏本穗高                   | 石動仁、神田岳 中島美子、山崎輝彥 李周炫                                                                           |            |
| Episode04 第4話      |          | 貪婪蠢蠢欲動的霧都                 | 松原貞姬 吉本欣司          | 漆原智志            | 千葉孝幸                   | 塚田浩、正金寺直子 岡田豐廣、小關雅 神木花、石橋有希子                                                             |            |
| Episode04.5 第4.5話  |          | 這正是惡魔的所為…                  | 不適用                     | 梅津泰臣（MV）      | 梅津泰臣（MV）             | 梅津泰臣（MV） | 不適用     |
| Episode05 第5話      |          | 憂鬱的歌姬                         | 小鹿理江 吉本欣司 松原貞姬 | 石黑達也            | 川西泰二 山口美浩 富田剛司 | 安田祥子、小關雅 手島隼人、服部益美 飯飼一幸                                                                       |            |
| Episode06 第6話      |          | 怠惰online                         | 大久保昌弘 吉本欣司        | 大畑晃一            | 日下直義 勝亦祥視 野本正幸 | 朝岡卓也、後藤潤二 齊藤香織、齊藤和也 清水勝祐                                                                     | Hisasi     |
| Episode07 第7話      |          | 無罪的暴食                         | 鈴木雅詞 吉本欣司          | 高本宣弘            | 高橋順                     | 山本善哉 | 小路あゆむ |
| Episode08 第8話      |          | 被解放的憤怒                       | 大久保昌弘                 | 西島克彦            | 長濱亘彦                   | 朝岡卓矢、石動仁 神田岳、中島美子 西山伸吾                                                                         | 新堂L      |
| Episode09 第9話      |          | 你，放棄一切的希望吧               | 鈴木雅詞 吉本欣司          | 吉本欣司 夕澄慶英！ | 夕澄慶英！ 山口美浩        | KIM SU-HO |            |
| Episode10 第10話     |          | 要愛你們的仇敵，為那逼迫你們的祈禱 | 鈴木雅詞 大久保昌弘        | 柳澤哲也            | 吉田俊司                   | 朝岡卓矢、石動仁 後藤潤二、岡辰也 神田岳、齊藤香織 清水勝祐、渡邊遙                                                | 水龍敬     |
| Episode10.5 第10.5話 |          | 緊急特番！打破宵禁之罪             | 不適用                     | 不適用              | 不適用                     | 不適用 | 不適用     |
| Episode11 第11話     |          | 祈求吧，如此便可獲賜               | 鈴木雅詞 大久保昌弘        | 原博                | 藏本穗高 相浦和也          | 飯飼一幸、石動仁 小關雅、後藤潤二 清水勝祐、服部益實 神田岳、Lee Sok Yun Hue Hey Jung、Chang Bum Chul Choi Nak Jin | 左         |
| Episode12 第12話     |          | 神居於天，天下太平                 | 鈴木雅詞 吉本欣司          | 西島克彦 柳澤哲也   | 長濱亘彥 柳澤哲也          | 朝岡卓也、石動仁 神田岳、齊藤和也 清水勝祐、中島美子 渡邊遙                                                        | Niθ        |

#### 播放電視台
| 播放地區 | 播放電視台     | 播放日期        | 播放時間（UTC+9） |
| -------- | -------------- | --------------- | ----------------- |
| 東京都   | 東京都會電視台 | 2017年4月15日－ | 星期六 1時05分－  |
| 日本全域 | AT-X           | 2017年4月15日－ | 星期五 24時00分－ |
| 日本全域 | 日本BS放送     | 2017年4月18日－ | 星期二 0時30分－  |

#### BD&DVD
| 卷數  | 發售日期       | 收錄話數       | 規格編號  | 規格編號  | 初回特典                                                        |
| 卷數  | 發售日期       | 收錄話數       | BD初回版  | DVD初回版 | 初回特典                                                        |
| ----- | -------------- | -------------- | --------- | --------- | --------------------------------------------------------------- |
| 第1罪 | 2017年6月28日  | 第1話、第2話   | GNXA-1961 | GNBA-2581 | 傲慢光柵印刷封面、聖典~傲慢之罪～ 、魔王大人鎮魂歌-全14首角色歌 |
| 第2罪 | 2017年7月28日  | 第3話、第4話   | GNXA-1962 | GNBA-2582 | 嫉妒光柵印刷封面、聖典~嫉妬之罪～                               |
| 第3罪 | 2017年8月23日  | 第5話、第6話   | GNXA-1963 | GNBA-2583 | 憤怒光柵印刷封面、聖典~憤怒之罪～                               |
| 第4罪 | 2017年9月28日  | 第7話          | GNXA-1964 | GNBA-2584 | 怠惰光柵印刷封面、聖典~怠惰之罪～                               |
| 第5罪 | 2017年10月25日 | 第8話、第9話   | GNXA-1965 | GNBA-2585 | 貪婪光柵印刷封面、聖典~貪婪之罪～                               |
| 第6罪 | 2017年11月29日 | 第10話、第11話 | GNXA-1966 | GNBA-2586 | 暴食光柵印刷封面、聖典~暴食之罪～                               |
| 第7罪 | 2017年12月20日 | 第12話         | GNXA-1967 | GNBA-2587 | 色欲光柵印刷封面、聖典~色欲之罪～                               |

#### 短篇動畫
Sin 七大罪短篇小劇場《懺悔錄》在各話播出結束後在YouTube上傳的短篇動畫。
| 話數     | 日文標題 | 出演角色                                                                              | 發佈日期       | 觀賞網址                |
| -------- | -------- | ------------------------------------------------------------------------------------- | -------------- | ----------------------- |
| 第一話   |          | 路西法、利維坦、十束真莉亞                                                            | 2017年 4月14日 | ①（页面存档备份，存于） |
| 第二話   |          | 路西法、利維坦、十束真莉亞                                                            | 4月21日        | ②（页面存档备份，存于） |
| 第三話   |          | 阿斯莫德、十束真莉亞                                                                  | 4月30日        | ③（页面存档备份，存于） |
| 第四話   |          | 瑪門、阿斯莫德、十束真莉亞                                                            | 5月6日         | ④（页面存档备份，存于） |
| 第五話   |          | 亞斯塔祿、貝利亞爾、貝爾芬格、十束真莉亞                                              | 5月20日        | ⑤（页面存档备份，存于） |
| 第六話   |          | 亞斯塔祿、貝利亞爾、十束真莉亞                                                        | 5月27日        | ⑥（页面存档备份，存于） |
| 第七話   |          | 撒旦、十束真莉亞                                                                      | 6月3日         | ⑦（页面存档备份，存于） |
| 第八話   |          | 貝爾芬格、十束真莉亞                                                                  | 6月10日        | ⑧（页面存档备份，存于） |
| 第九話   |          | 路西法、貝利亞爾、貝爾芬格、十束真莉亞                                                | 6月17日        | ⑨（页面存档备份，存于） |
| 第十話   |          | 別西卜、撒旦、路西法、十束真莉亞                                                      | 6月24日        | ⑩（页面存档备份，存于） |
| 第十一話 |          | 貝爾芬格、瑪門、貝利亞爾、十束真莉亞                                                  | 7月8日         | ⑪（页面存档备份，存于） |
| 第十二話 |          | 路西法、利維坦、撒旦、貝爾芬格、瑪門、別西卜 阿斯莫德、貝利亞爾、亞斯塔祿、十束真莉亞 | 7月29日        | ⑫（页面存档备份，存于） |
| 第十三話 |          | 路西法、利維坦、貝爾芬格、貝利亞爾、亞斯塔祿 十束真莉亞                               | 第1卷          | 不適用                  |
| 第十四話 |          | 利維坦、十束真莉亞                                                                    | 第2卷          | 不適用                  |
| 第十五話 |          | 撒旦、十束真莉亞                                                                      | 第3卷          | 不適用                  |
| 第十六話 |          | 貝爾芬格、亞斯塔祿、十束真莉亞                                                        | 第4卷          | 不適用                  |
| 第十七話 |          | 瑪門、十束真莉亞                                                                      | 第5卷          | 不適用                  |
| 第十八話 |          | 瑪門、別西卜、阿斯莫德、貝利亞爾、十束真莉亞                                          | 第6卷          | 不適用                  |
| 第十九話 |          | 阿斯莫德、十束真莉亞                                                                  | 第7卷          | 不適用                  |

### 七美德
2018年1月27日凌晨0點放送。並於同年4月27日預定全10話+特典2話收BD與DVD發售。
刪減版(非AT-X版)原定於在Youtube免費播出，但是制作組官方賬號所發布的內容仍然由於違反Youtube政策中裸露或色情內容的相關要求而被移除。
之後改在NicoNico網站免費播出。之後2018年4月27日發售藍光版（(HJNB-1）和DVD版（HJNB-2），內收入全10話外加特典兩話。

#### 製作人員
- 原作：七美德（Hobby Japan）
- 監督、腳本：石平信司
- 人物原案：Niθ
- 人物設定、總作畫監督：飯塚正則
- 美術監督：西山正紀
- 色彩設計：佐野ひとみ
- 攝影監督：宋賢大
- 編輯：邊見俊夫
- 音樂監督：森下広人
- 監製：GENCO
- 動畫制作：Bridge
- 動畫製作：「七美德」製作委員會

#### 主題曲
片頭曲「Psychomachia」
填詞：YUI，作曲：橘堯葉，編曲：橘堯葉、第參軍樂隊，主唱：妖精帝國

#### 各話列表
| 話數          | 日文標題 | 中文標題           | 分鏡     | 演出     | 作畫監督           | 總作畫監督 |
| ------------- | -------- | ------------------ | -------- | -------- | ------------------ | ---------- |
| 第1話         |          | 天使，降臨         | 石平信司 | 清水一伸 | 飯塚正則           | 飯塚正則   |
| 第2話         |          | 在幕後幫助您       | 石平信司 | 清水一伸 | 谷川政輝           | 飯塚正則   |
| 第3話         |          | 是甜點特訓喔       | 石平信司 | 清水一伸 | 高橋瑞紀           | 飯塚正則   |
| 第4話         |          | 請專心一點         | 石平信司 | 辻橋綾佳 | 高瀨健一           | 飯塚正則   |
| 第5話         |          | 這樣…可以嗎        | 石平信司 | 辻橋綾佳 | 福島勇             | 飯塚正則   |
| 第6話         |          | 不可以！這不純潔！ | 石平信司 | 辻橋綾佳 | 飯塚正則           | 飯塚正則   |
| 第7話         |          | 你上班，辛苦了     | 石平信司 | 辻橋綾佳 | 加瀨幸治           | 飯塚正則   |
| 第8話         |          | 小心滿員電車       | 石平信司 | 辻橋綾佳 | 飯塚正則、臼田美夫 | 飯塚正則   |
| 第9話         |          | 一起訓練！？       | 石平信司 | 清水一伸 | 飯塚正則           | 飯塚正則   |
| 第10話        |          | 天使的房間         | 石平信司 | 辻橋綾佳 | 柴田ユウジ         | 飯塚正則   |
| 第11話 特典01 |          | 救世主的資質       | 石平信司 | 清水一伸 | 飯塚正則           | 飯塚正則   |
| 第12話 特典02 |          | 水花四濺！新特訓   | 石平信司 | 清水一伸 | 谷川政輝           | 飯塚正則   |

## 出版書籍

### 漫畫
sin 七大罪
Hobby Japan《Comic Fire》2016年8月29日連載。作畫。
| 集數 | Hobby Japan   | Hobby Japan            |
| 集數 | 發售日期      | ISBN                   |
| ---- | ------------- | ---------------------- |
| 1    | 2017年3月29日 | ISBN 978-4-79-861418-2 |

七大罪 日常默示錄
KADOKAWA《月刊Comic Alive》2017年2月号連載。作畫。
| 集數 | KADOKAWA      | KADOKAWA               |
| 集數 | 發售日期      | ISBN                   |
| ---- | ------------- | ---------------------- |
| 1    | 2017年4月22日 | ISBN 978-4-04-069172-5 |

## 外部連結
- （日語）七大罪&七美德入口官網（页面存档备份，存于）
  - （日語）七大罪（页面存档备份，存于）
  - （日語）七美德（页面存档备份，存于）
- （日語）動畫《sin 七大罪》官方網站（页面存档备份，存于）
- （日語）動畫《七美德》官方網站（页面存档备份，存于）
- （日語）電視動畫《sin 七大罪》官方的X（前Twitter）
- （日語）電視動畫《七美德》官方的X（前Twitter）
- （日語）sin 七大罪 | 漫畫Comic Fire官網（页面存档备份，存于）